# Axtel

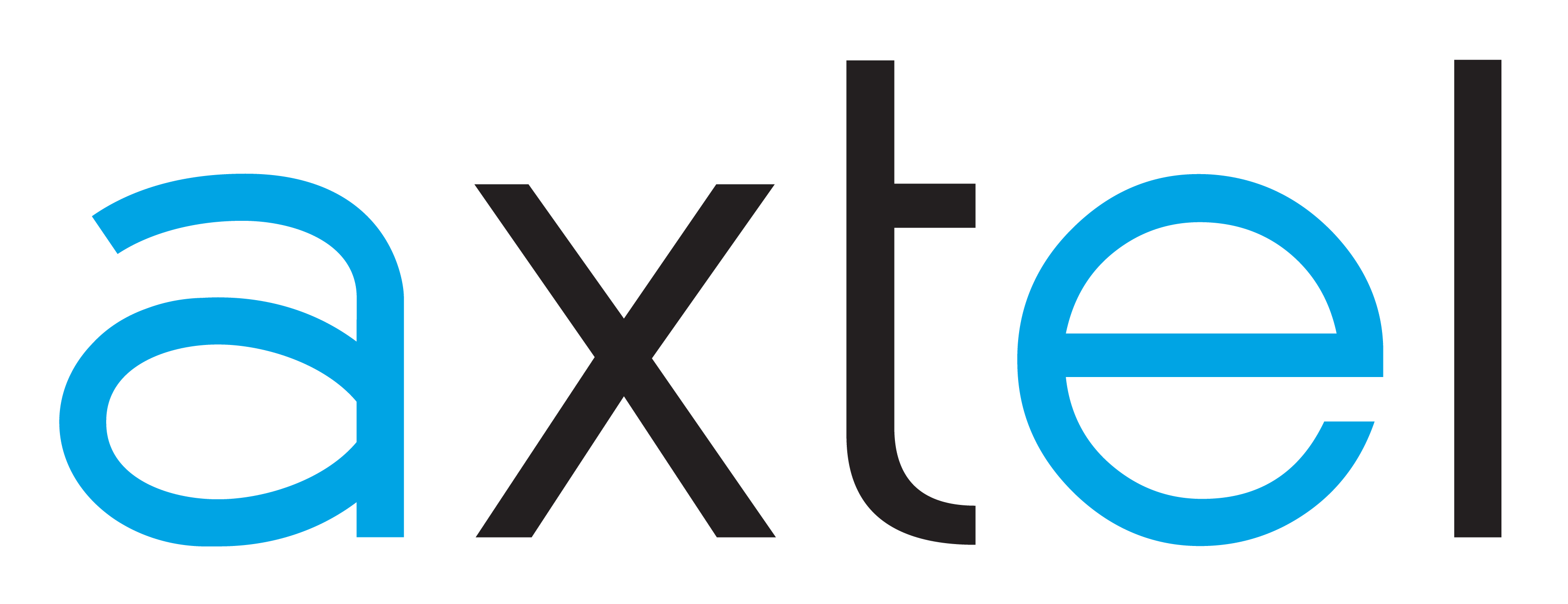

Axtel est une entreprise mexicaine de télécommunications fondée en 1993.